# ستيف آدامز (لاعب كرة قدم بريطاني)
ستيف آدامز (بالإنجليزية: Steve Adams)‏ (25 سبتمبر 1980 في المملكة المتحدة - ) هو لاعب كرة قدم بريطاني في مركز الوسط. لعب مع سويندون تاون وشيفيلد وينزداي وفوريست غرين ونادي بليموث أرجايل ونادي توركي يونايتد وTruro City F.C. ‏.

## وصلات خارجية
- ستيف آدامز على موقع قاعدة بيانات كرة القدم.إي يو (الإنجليزية)
- ستيف آدامز على موقع Soccerbase.com (لاعب) (الإنجليزية)